# Jacopino Badoer da Peraga
Jacopino Badoer da Peraga (fine del XIV secolo, forse 1393 – Spalato, 1451) è stato un umanista e arcivescovo cattolico italiano.

## Biografia
Nacque dal senatore Geremia, patrizio appartenente al ramo dei Badoer da Peraga, e da una nobildonna veneta di cui non si conosce il nome.
Fu indirizzato alla carriera ecclesiastica. Nel 1409, giovane studente di diritto canonico presso l'università di Padova, aveva partecipato al concorso per la nomina del vescovo di Padova: non ebbe successo, visto che fu creato titolare della diocesi Pietro Marcello.
Anche negli anni successivi tentò l'assegnazione di una cattedra episcopale: nel 1415 cercò di ottenere Creta, nel 1418 Torcello e la Canea, nel 1425 Castello. Spronato più dalle prebende che dalla vocazione, sperava, infatti, di accaparrarsi una posiziona sicura per potersi dedicare senza preoccupazioni alla letteratura. La sua più grande passione erano i classici romani e si era inserito nel clima umanistico del tempo: tra le sue conoscenze, si ricordano Sicco Polenton (il quale gli dedicò la Catinia) e Antonio Baratella (che lo citò nell'Ecatometrologia e nelle Elegie).
Della sua attività letteraria restano solo due sonetti in volgare, mediocri lavori di ispirazione petrarchesca.
Nel 1429, finalmente, riuscì a ottenere una certa sicurezza economica come canonico del capitolo della cattedrale di Padova (l'elezione risaliva al 1424, ma il Senato veneziano l'aveva inizialmente ritenuta irregolare). Frattanto ereditava anche parte dei beni di famiglia e assumeva anche il titolo di arciprete commendatario della chiesa di Santo Stefano di Verona.
Sappiamo da un'epistola di Pietro del Monte (1437) che in questo periodo il Badoer poté dedicarsi ai suoi interessi con spensieratezza, attorniato da una cerchia di amici altrettanto allegri.
Nel 1439, in ultima, venne eletto arcivescovo di Spalato, sede che raggiunse nel 1441. Tuttavia, lontano da centri culturali vivaci come Padova o Venezia e influenzato dal clima di riforma spirituale del periodo, il Badoer cambiò decisamente personalità. Attese con zelo ai suoi doveri di arcivescovo (tanto da meritare diverse lodi), cercando in particolare di ricostituire il patrimonio vescovile, in gran parte disperso tra privati e usi profani, e di risollevare le condizioni materiali del suo clero. Su sua iniziativa, infine, venne costruita nella cattedrale la cappella con l'altare di Sant'Anastasio, opera di Giorgio Orsini.